# Niue-Nachtreiher
Der Niue-Nachtreiher (Nycticorax kalavikai) ist ein ausgestorbener Nachtreiher, dessen nächster lebender Verwandter der Rotrückenreiher (N. caledonicus) ist, wie sich sowohl aus dem Knochenbau als auch aus der geographischen Nähe beider Arten ergibt.

## Funde
Knochen von mindestens vier Individuen dieses großen flugunfähigen Vogels wurden von Trevor H. Worthy 1995 in Niue gefunden und von Steadman im Jahr 2000 erstbeschrieben. Sie waren laut Radiokohlenstoffdatierung zwischen 5300 und 3600 Jahren alt und damit 1500 Jahre älter als die ältesten archäologischen Funde von menschlicher Besiedlung. Damit ist es die erste beschriebene Nycticorax-Art von Polynesien. Allerdings wurden auch auf Eua, einer der Tonga-Inseln, drei Knochen einer ausgestorbenen Nycticorax-Art gefunden. Auch von den Maskarenen sind drei Nycticorax-Arten bekannt, die vermutlich flugunfähig waren und nach der Besiedlung durch den Menschen ausstarben. Auf Ascension existierte der ebenfalls ausgestorbene Ascension-Nachtreiher.

## Körperbau
Von den lebenden und durchweg flugfähigen Nycticorax-Arten unterschied sich der ausgestorbene Niue-Nachtreiher unter anderem dadurch, dass seine Flügelknochen kleiner und die Beinknochen kräftiger waren.

## Nahrung und Artepitheton
Da Steadman aufgrund der Ernährung anderer Nachtreiher vermutete, dass Landkrabben einen wesentlichen Teil der Nahrung des Nachtreihers bildeten, wählte er die Worte kalavi (Landkrabbe) und kai (Futter) aus der Sprache Niues, um daraus das Artepithetum zu bilden.

## Gründe des Aussterbens
Die Knochen des Niue-Nachtreiher stammen aus der Zeit vor der ersten menschlichen Besiedlung durch die Polynesier. Möglicherweise waren Jagd und Lebensraumverlust die Ursache für das Aussterben der Art.